# Кім Бом
Кім Сан Бом (кор. 김상범, трансліт. 金尚汎; нар. 7 липня 1989, Сеул, Республіка Корея), професійно відомий як Кім Бом — південнокорейський актор, танцюрист, співак і модель. Найбільш відомий своїми телевізійними ролями учасника F4 Со І Джуна у фільмі «Хлопці кращі за квіти» (2009), ангела-охоронця Лі Ґук Су у фільмі «Падам Падам» (2011), генерального директора-злодія Лі Ро Джуна у фільмі «Місіс Коп 2» (2016), напівкровного куміхо Лі Рана у «Легенда про куміхо» (2020) і Хан Джун Хві в «Юридичній школі» (2021). Його остання драма — «Доктор-привид» (2022), де він зіграв роль Ґо Синтака, кардіоторакального хірурга 1 курсу.

## Раннє життя та освіта
Кім Сан Бом народився в Сеулі, столиці Південної Кореї, 7 липня 1989 року. Він навчався в Університеті Чунана за спеціальністю кіно і театр.

## Кар'єра

### 2006—2007: Початок
Кім приєднався до «Survival Star Audition» і посів шосте місце серед сотень учасників. Однак, оскільки йому було менше 20 років, він не зміг брати участь у змаганнях. «Survival Star Audition» відкрило для Кіма багато можливостей, і він отримав кілька ролей у телесеріалах. Його акторським дебютом стала роль в ситкомі «High Kick!».

### 2008—2011: Зростання популярності
Кім вперше отримав визнання за роль в ювілейній драмі MBC «Схід Едему», вигравши нагороду Netizen Popularity Award на Korea Drama Awards. Він став відомим у 2009 році після виконання ролі Со Іджуна в популярному серіалі «Хлопці кращі за квіти». Подальше визнання він отримав завдяки другорядній ролі у фантастичній мелодрамі «Падам Падам» (2011), написаній Но Хі Кьоном.

### 2012—2015: Сольний дебют та закордонна діяльність
Кім випустив свій перший студійний альбом Hometown 20 червня 2012 року. Його перший сольний концерт, Kim Beom Japan Live 2012, відбувся на Stellar Ball в токійському готелі Shinagawa Prince.
У 2013 році Кім знову співпрацював з Но Хі Кьоном у романтичній мелодрамі «Зима, коли дме вітер» (2013). Він дебютував у китайському кіно у фільмі «Молодий детектив Ді: Повстання морського дракона» режисера Цуї Харка, який став одним із найкасовіших китайських фільмів року. Потім він знявся в трилері «Чудо-руки» Квона Хо Йона. Того ж року він знявся у своїй першій історичній драмі «Богиня вогню», де також зіграла Мун Гин Йон.
У 2014 році Кім знявся у своїй першій китайській телевізійній драмі «V Love». Згодом Кім знявся у двох китайських фільмах: «Закохані та фільми» та «Кохана».

### 2015— дотепер: повернення до Кореї
Кім повернувся на малі екрани у кримінальному трилері tvN «Прихована особистість» у 2015 році. Він знявся в іншому кримінальному трилері, «Місіс поліцейська 2», і здобув похвалу за свою роль лиходія.
У 2018 році Кім з'явився у фільмі «Детектив К: Таємниця живих мерців», третій частині комедійно-таємничої серії фільмів «Детектив К», що ознаменувало його повернення в корейські кінотеатри через чотири роки.
Він служив в армії від квітня 2018 року по березень 2020. У 2020 році він зіграв одну з головних ролей у фантастичній драмі «Легенда про куміхо» разом з Лі Дон Уком і Чо Бо А. У 2021 році актор знявся у серіалі «Юридична школа».
У 2022 році Кім зіграв головну роль у серіалі «Доктор-привид» разом із Рейном.

## Особисте життя
У лютому 2012 року агентство Кім Бома оголосило, що він страждає на дегенеративний артрит через різку втрату ваги, якої він зазнав через підготовку до ролі в телевізійній драмі JTBC «Падам Падам».
Близькими друзями Кіма серед акторів є Лі Мін Хо і Чон Іль У.

### Стосунки
1 листопада 2013 року стало відомо, що Кім Бом зустрічається Мун Гин Йон, яка знімалася разом з ним у фільмі «Богиня вогню». 15 травня 2014 року ЗМІ повідомили, що вони розірвали 7-місячні стосунки. Агентства обох акторів підтвердили новину, заявивши: «Вони розлучилися не дуже давно, проте вирішили залишитися хорошими друзями та колегами».
29 березня 2018 року було підтверджено, що Кім зустрічається з актрисою О Йон Со. Однак після кількамісячних стосунків вони розійшлися.

## Фільмографія

### Фільми
| Рік  | Назва                                            | Роль         | Примітки                                             |
| ---- | ------------------------------------------------ | ------------ | ---------------------------------------------------- |
| 2008 | Пекельні коти                                    | Лі Хо Чже    |                                                      |
| 2008 | Дзвін смерті                                     | Кан Хен      |                                                      |
| 2009 | Політ                                            | Парк Сі-беом |                                                      |
| 2013 | Молодий детектив Ді: Повстання морського дракона | Юань Чжень   |                                                      |
| 2013 | Обдаровані руки                                  | Кім Джун     |                                                      |
| 2013 | Привіт, Сеул                                     | Кім Кьон Ву  | Рекламний веб-фільм, виготовлений для MIOGGI Гонконг |
| 2015 | Закохані та фільми                               | Лінь Джун    |                                                      |
| 2015 | Коханий                                          | Цзян Суїн    |                                                      |
| 2018 | Детектив К.: Таємниця живих мерців               | Чхон-му      |                                                      |

### Телевізійні серіали
| Рік  | Назва                              | Роль                   | Примітки                                                    |
| ---- | ---------------------------------- | ---------------------- | ----------------------------------------------------------- |
| 2006 | Грубі жінки                        | Чон Хен Чжун           |                                                             |
| 2006 | Нестримний хай-кік                 | Кім Бом                |                                                             |
| 2008 | Схід Едему                         | Лі Дон Чоль (15 років) |                                                             |
| 2009 | Хлопці кращі за квіти              | Так Іджун              |                                                             |
| 2009 | Мрія                               | Лі Чан Сок             |                                                             |
| 2009 | Хай-кік через дах                  | Племінник Джа-ока      | Камео (епізод 72)                                           |
| 2010 | Жінка, яка все ще хоче вийти заміж | Ха Мін Чже             |                                                             |
| 2010 | Хару: незабутній день в Кореї      | Фотограф               | Вироблено Корейською національною туристичною організацією. |
| 2011 | Падам Падам                        | Лі Ґук Су              |                                                             |
| 2012 | Хай-кік 3                          |                        | Камео (епізод 108)                                          |
| 2013 | Зима, коли дме вітер               | Пак Джин Сун           |                                                             |
| 2013 | Богиня вогню                       | Кім Те До              |                                                             |
| 2014 | V Love                             | Оу Хуей                | Китайська драма                                             |
| 2015 | Прихована особистість              | Ча Ган Ву              |                                                             |
| 2016 | Місіс поліцейська 2                | Лі Ро Джун             |                                                             |
| 2020 | Легенда про куміхо                 | Лі Ран                 |                                                             |
| 2021 | Юридична школа                     | Хан Джун Хві           |                                                             |
| 2022 | Лікар-привид                       | Ґо Син Так             | [ 39 ]                                                      |
| 2023 | Легенда про куміхо 1938            | Лі Ран                 | [ 40 ]                                                      |

## Дискографія

### Альбоми
| Назва                          | Деталі альбому | Пікові позиції в чарті |
| Назва                          | Деталі альбому | JPN                    |
| ------------------------------ | --- | ---------------------- |
| Christmas Eve's Sky (聖夜の空) | - Випущено: 16 грудня 2009 - Лейбл: Glory Entertainment Список записів 1. イントロ（フォー・イブズ・ラバーズ） Intro (For Eve’s Lovers) 2. 聖夜の空 (Christmas Eve’s Sky) 3. 今、会いに行きます (I’m Going To Meet Her Now) 4. 今、会いに行きます（韓国語版） (I’m Going To Meet Her Now (Korean)) 5. 聖夜の空（インストゥルメンタル） (Christmas Eve’s Sky (Inst.)) 6. 今、会いに行きます（インストゥルメンタル） (I’m Going To meet Her Now (Inst.)) | 109                    |
| Home Town                      | - Випущено: 20 червня 2012 - Лейбл: Pony Canyon Список записів 1. Day Break 2. My Old Friend 3. Home Town 4. 雪月花 (The End of Silence / Serene Beauty) 5. 君のための歌 (Song for You) 6. 夢の後先 (Beyond Dreams / Consequences of a Dream ) 7. 太陽と月 (The Sun & The Moon) | 39                     |

## Нагороди та номінації
| Рік  | Нагорода                             | Категорія                                     | Номінована робота     | Результат | Прим.  |
| ---- | ------------------------------------ | --------------------------------------------- | --------------------- | --------- | ------ |
| 2007 | 1-ша премія Mnet 20's Choice         | Нагорода за найкращу пару з Кім Хьо Сон       | Нестримний хай-кік    | Перемога  |        |
| 2008 | 2-га Премія корейської драми         | Премія за популярність у мережі               | Схід Едему            | Перемога  | [ 42 ] |
| 2009 | 45-та Премія мистецтв Пексан         | Кращий новий актор телебачення                | Схід Едему            | Номінація |        |
| 2009 | 3-тя премія Mnet 20's Choice         | Гаряча чоловіча драматична зірка              | Хлопці кращі за квіти | Номінація |        |
| 2009 | Нагорода «Найкраща зірка» Андре Кіма | Премія «Чоловіча зірка»                       | Н/Д                   | Перемога  | [ 43 ] |
| 2009 | 23-тя Премія KBS драма               | Кращий новий актор                            | Хлопці кращі за квіти | Номінація |        |
| 2009 | 17-та Премія SBS драма               | Премія «Нова зірка»                           | Мрія                  | Перемога  | [ 44 ] |
| 2013 | 49-та Премія мистецтв Пексан         | Кращий новий кіноактор                        | Обдаровані руки       | Номінація |        |
| 2013 | 21-та Премія SBS драма               | Премія за відмінність, актор міні-серіалу     | Зима, коли дме вітер  | Номінація |        |
| 2016 | 24-та Премія SBS драма               | Премія за відмінність, актор у жанровій драмі | Місіс поліцейська 2   | Номінація |        |
| 2022 | 13-та Премія корейської драми        | Нагорода за високу майстерність (актор)       | «Лікар-привид»        | Перемога  | [ 45 ] |

### Списки
| Видавець | Рік      | Список                         | Позиція | Прим.  |
| -------- | -------- | ------------------------------ | ------- | ------ |
| Forbes   | 2010 рік | Корейська потужна знаменитість | 24      | [ 46 ] |